# ティム・ハーダウェイ・ジュニア
ティモシー・デュアン・ハーダウェイ・ジュニア（Timothy Duane Hardaway Jr., 1992年3月16日 - ）は、アメリカ合衆国カリフォルニア州アラメダ出身のプロバスケットボール選手。NBAのデトロイト・ピストンズに所属している。父は元NBA選手のティム・ハーダウェイ。

## 経歴

### 高校時代まで
高校時代はトップクラスの選手とは評価されておらず、最終学年を前にRivals.com からは、トップ150に入れられておらず、早くから彼に接触していたミシガン大学を除くとミネソタ大学、カンザス州立大学からしかオファーがなかった。最終学年では平均31.7得点、7.3リバウンド、4.0アシストを記録した。フロリダ州チャンピオンとなったパイン・クレスト高校との試合では、ブランドン・ナイトと対戦、ナイトが36得点を記録したのに対して42得点を記録した。2010年クラスで、ESPNからは全米93位の選手、全米28位のシューティングガード、Scout.comからは全米36位のシューティングガードに評価されたが、Rivals.comからは高順位での評価を受けなかった。
| 氏名 | 出身                                                                          | 高校 / 大学                                                    | 身長                 | 体重           | コミット日    |
| --- | ----------------------------------------------------------------------------- | -------------------------------------------------------------- | -------------------- | -------------- | ------------- |
| ティム・ハーダウェイ・ジュニア SG | フロリダ州マイアミ                                                            | パーマー（1学年）、（FL） パルメトウ（2学年-最上級生）、（FL） | 6 ft 3.5 in (1.92 m) | 175 lb (79 kg) | 2009年6月29日 |
| ティム・ハーダウェイ・ジュニア SG | リクルート スターレーティング: Scout: Rivals: 247Sports: N/A ESPNグレード: 93 |                                                                |                      |                |               |
| 全リクルート順位: Scout: 36 (SG) ESPN: 93, 28 (SG) |                                                                               |                                                                |                      |                |               |
| - 注意: 多くの場合、Scout、Rivals、247Sports、ESPNの間で身長、体重が一致しない可能性がある。 - これらの場合、平均をとっている。ESPNグレードは100ポイントスケールに基づいている。 出典: - “Michigan 2010 Basketball Commitments”. Rivals.com. 2011年2月27日閲覧。 - “2010 Michigan Basketball Commits”. Scout.com. 2011年2月27日閲覧。 - “ESPN”. ESPN.com. 2011年2月27日閲覧。 - “Scout.com Team Recruiting Rankings”. Scout.com. 2011年2月27日閲覧。 - “2010 Team Ranking”. Rivals.com. 2011年2月27日閲覧。 |                                                                               |                                                                |                      |                |               |

### ミシガン大学

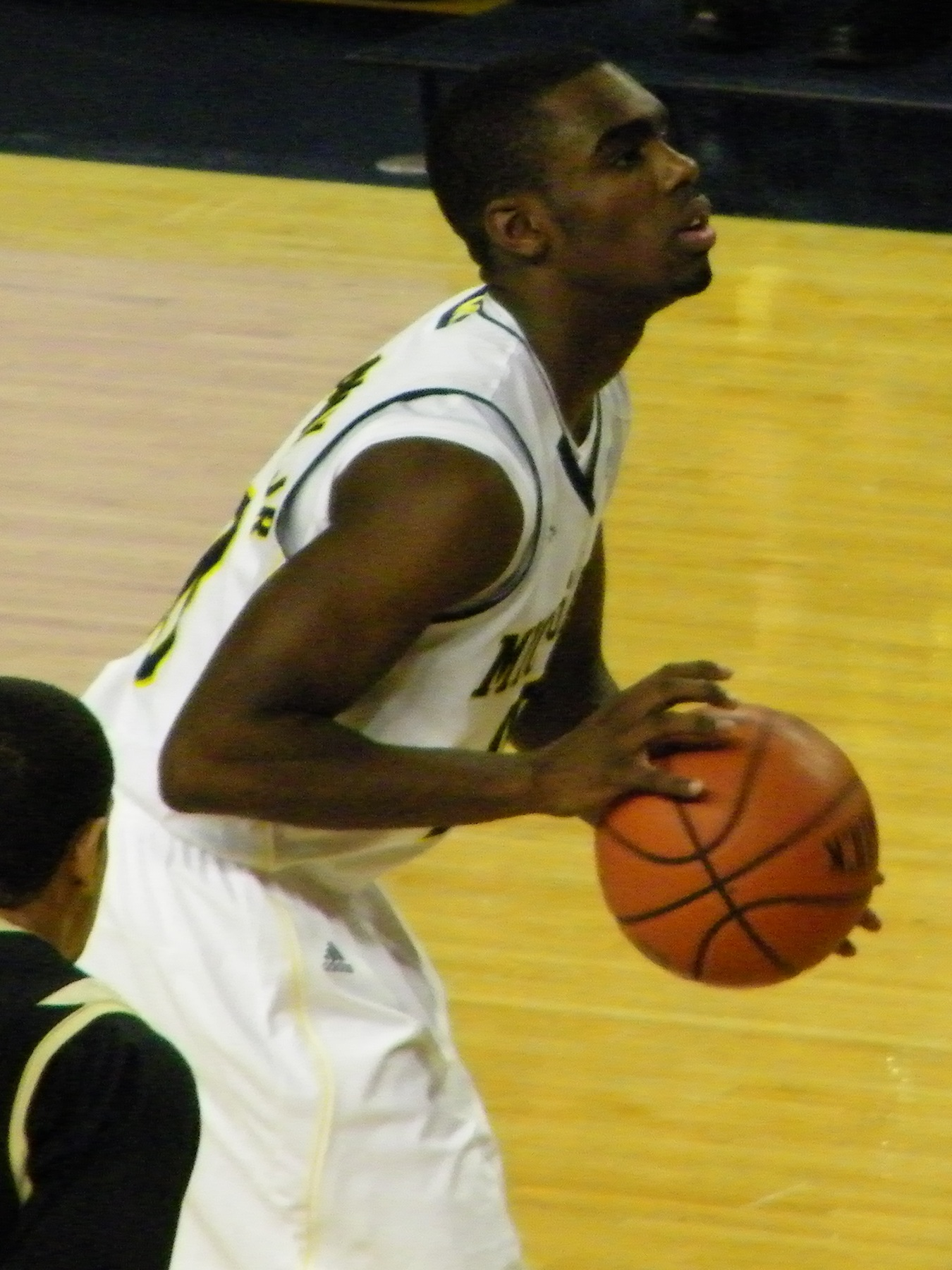
フリースローを放とうとするハーダウェイ（2010年12月23日）

ミシガン大学ではマニー・ハリスが2010年のNBAドラフトにアーリーエントリーしたチーム事情もあり、1年次のサウスカロライナ大学との開幕戦から先発出場し、チームトップの19得点を記録した。しかし、11月終わりにはスランプに陥り、シラキューズ大学戦でシュート12本中3本成功、テキサス大学エルパソ校戦ではシュート18本中わずか1本の成功にとどまった。この2試合からスランプは続き、13試合連続でシュート成功率は50%を切り、19試合連続でシュート成功率が50%を超えることはなかった。
12月23日のブライアンと大学戦でチームはタイ記録となる16本の3ポイントシュートを成功させたが、その内の4本を彼が決めた。12月27日、ジャレッド・サリンジャーとともにカンファレンスの週間最優秀新人に選ばれた。2月9日のノースウェスタン大学戦で17得点、キャリアハイの10リバウンドを記録して、初のダブルダブルを記録した。2月12日のインディアナ大学戦ではキャリアハイの26得点を記録した。2月14日に自身2度目となるカンファレンス最優秀新人に選ばれた。延長戦にもつれたアイオワ大学との試合では自己ベストの30得点を記録した。ミシガン大学の新人選手が30得点を記録するのは、8年ぶりのことであり、2週連続で最優秀新人に選ばれた。2月23日、全米ランキング12位のウィスコンシン大学戦で16得点、2月26日のミネソタ大学戦で22得点、3ポイントシュート15本中9本を成功し、3週連続4度目の週間MVPに選ばれた。チームはカンファレンス4位でカンファレンストーナメントに進出した。彼は得点、スティール（平均1.17スティール）、フリースロー成功率（71.2%）3ポイントシュート成功率（44.2%）でチームトップの成績をあげた。この年、Collegeinsider.com からフレッシュマンのオールアメリカンに選ばれた。オハイオ州立大学とのカンファレンス準決勝でシーズン74本目の3ポイントシュートを成功し、大学の1年生としての新記録を達成した。またシーズン最後の14試合連続を含む最後の19試合中18試合で2桁得点を記録した。シーズン終了後、USAバスケットボールから2011年6月30日から7月10日までラトビアで開催されるバスケットボールU-19世界選手権代表候補17人の1人として招待され 、代表12人の1人に選ばれた。

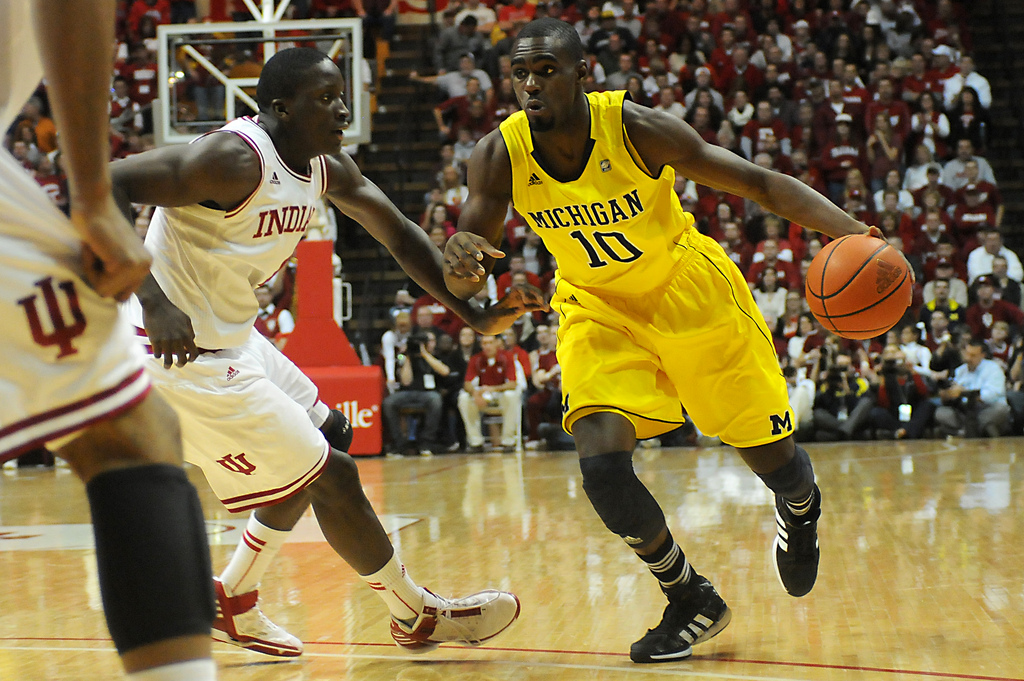
ビクター・オラディポ相手にドライブするハーダウェイ（2012年1月5日）

2年次の2011-2012シーズンは、ネイスミス賞やウッデン賞のウォッチリストに入れられた。2011年11月、マウイ島のラハイナで行われたマウイ・インビテーション・トーナメントでは第8シードのメンフィス大学戦で21得点、第6シードのデューク大学戦で19得点、UCLA戦で20得点をあげた。チームはこの大会で3位となり、彼はオールトーナメントチームに選ばれた。またこの週のカンファレンス最優秀選手に選ばれた。11月29日のバージニア大学戦の前半5分33秒に、2度目のファウルを取られ、前半の残り14分27秒をベンチで過ごした。この日わずか5得点に終わり、連続2桁得点は22試合で途切れた。12月29日のペンシルベニア州立大学戦では3ポイントシュート7本中1本の成功であったが、2点シュート11本中10本を成功、26得点を記録した。2012年1月8日の全米ランキング17位のウィスコンシン大学戦では、17得点、10リバウンドをあげて、自身2度目のダブルダブルを記録した。その後、2月上旬スランプに陥り、3試合連続で1桁得点、チームはその間1勝2敗に終わった。ミシガン州立大学戦ではシュート10本中1本しか成功せず、シーズンワーストの4得点に終わった。3月1日のイリノイ大学戦で25得点、キャリアハイの11リバウンドを記録して、シーズン2度目のダブルダブルを記録した。この年、カンファレンスのサードチームに選ばれた。

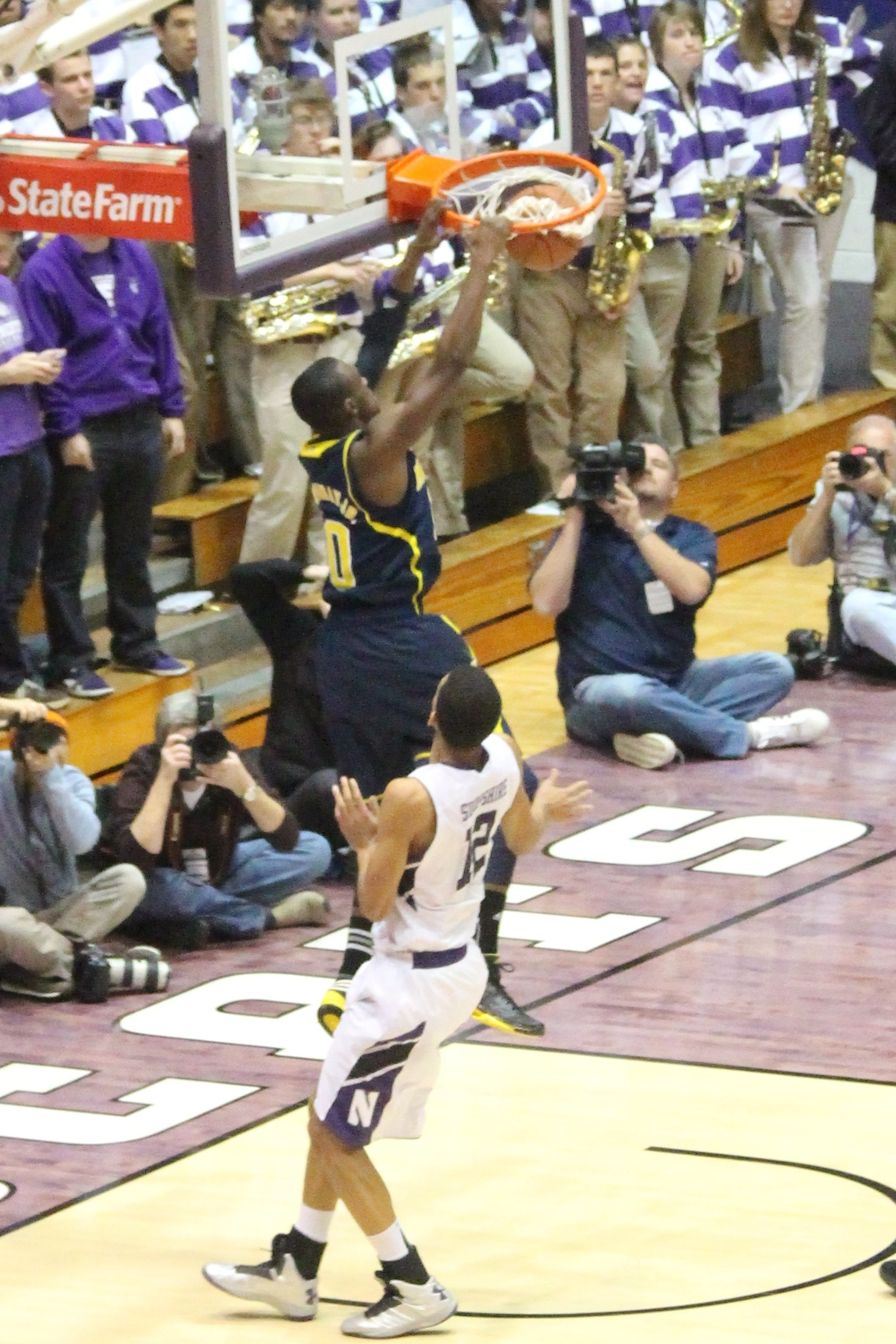
2013年1月3日のノースウェスタン大学戦でダンクを決めるハーダウェイ

3年次のプレシーズン、CBSスポーツから全米トップ100の35位に評価された。またウッデン賞候補50人の中にも選ばれた。トレイ・バークとのバックコートはESPNのディック・ヴァイタル、ESPNのマイルズ・サイモンなどから、全米でも有数のものと評価されるようになった。2012-13シーズンの開幕戦、スリッパーロック大学戦で5本の3ポイントシュートを全て成功させるなど、25得点、10リバウンドと自身4度目のダブルダブルを記録して、2度目の週間MVPに選ばれた。
NITシーズン・ティップオフでは11月21日のピッツバーグ大学との準決勝、11月23日のカンザス州立大学との決勝で合計39得点を記録してMVPに選ばれた。
12月20日の東ミシガン大学戦では自己ベストの7アシストを記録した。右足首の負傷で12月29日の試合を欠場、1年次から続いていた連続出場試合が81でストップした。翌年1月3日のノースウェスタン大学戦で復帰し、21得点を記録した。2試合後の1月9日のネブラスカ大学戦で15得点及び自己ベストの11リバウンドをあげ、自身5度目のダブルダブルを記録した。
1月17日、AP通信9位、コーチ12位に評価されたミネソタ大学戦で21得点、5リバウンド、3アシスト、3スティール、2ブロックを記録して2度目のカンファレンス週間MVPに選ばれた。チームが全米トップ10に入る大学をロードで破ったのは、1996年12月6日にデューク大学を破って以来のことであった。

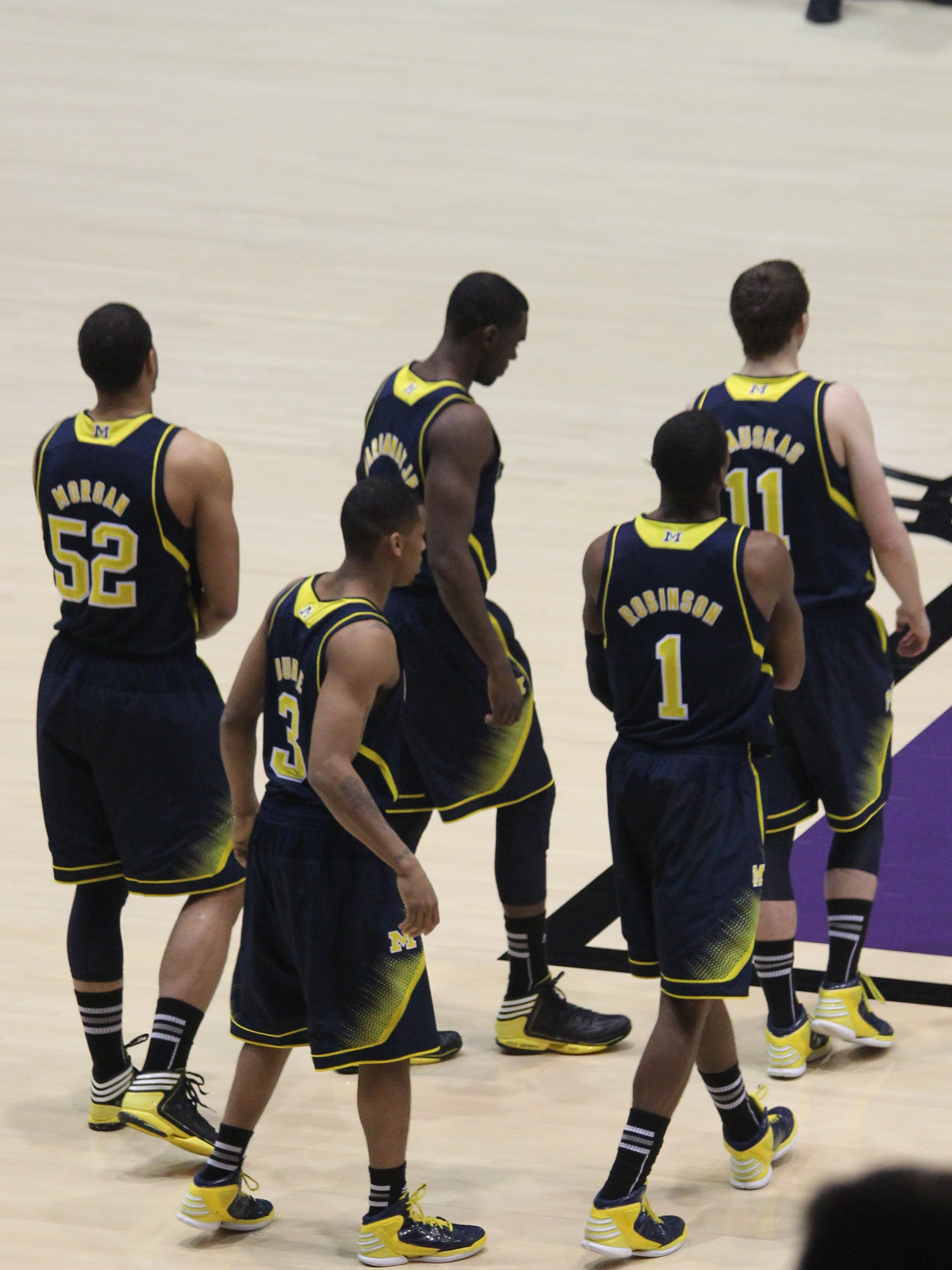
2012-13シーズンの先発5選手、バーク、ハーダウェイ、モーガン、ロビンソン、スタウスカス)

1月28日、ミシガン大学は65票中51票で1位票を集め、AP通信投票で1位となった。ミシガン大学が全米1位にランクされたのは、ファブ・ファイブが在籍した1992年12月5日以来のことであった。
2月5日に延長で勝利したオハイオ州立大学戦では3回の攻撃で連続して3ポイントシュートを決めるなど、自己ベストの6本の3ポイントシュートを成功させた。

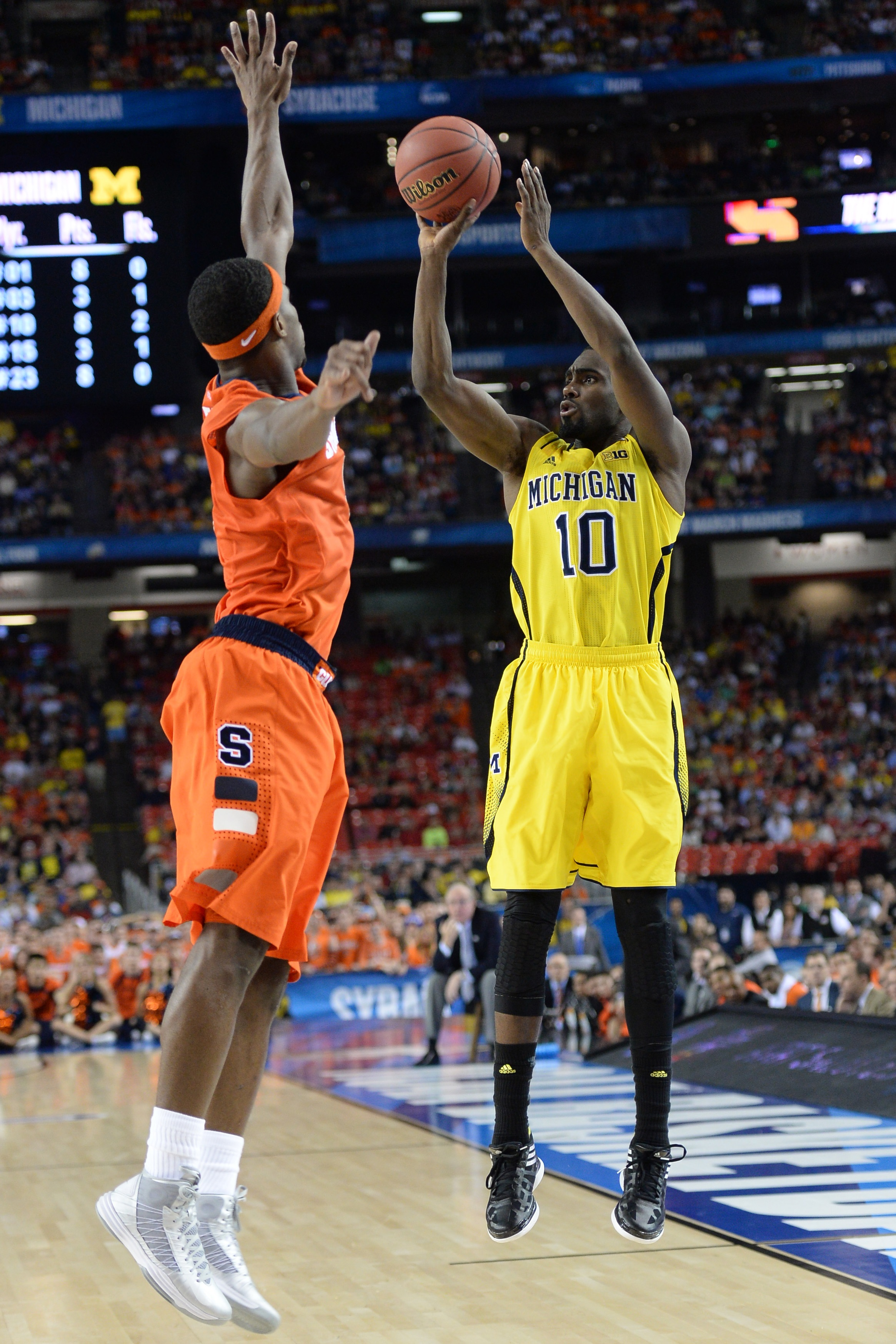
C・J・フェア相手にシュートを放つハーダウェイ（2013年4月6日）

NCAAトーナメントではチームは第4シードとなった。1回戦のサウスダコタ州立大学戦で彼はトーナメントでの自己最高の21得点を記録した。3月31日のフロリダ大学戦でニック・スタウスカスがシーズン79回目の3ポイントシュートを放ち、彼が作った1年生の大学記録は更新された。ファイナル4進出を果たした試合終了後、彼とミッチ・マクゲイリーは、ジョン・ビーラインヘッドコーチにゲータレードシャワーを行った。
4月6日のシラキュース大学とのトーナメント準決勝ではチームトップの13得点、6リバウンド、5アシストを記録した。2日後のルイビル大学との決勝では12得点、5リバウンド、4アシストを記録したが、チームは76-82で敗れた
ビッグ・テン・カンファレンスシーズン終了後、彼はコーチ投票でカンファレンスファーストチームに、メディアからセカンドチームに選ばれた。
3月12日、全米バスケットボールライター協会からオハイオ州、インディアナ州、イリノイ州、ミシガン州、ミネソタ州、ウィスコンシン州からなる地域Vのオールチームに選ばれた。
2012-13シーズン、ビッグ・テン・カンファレンスのファーストチームにカンファレンスのコーチたちの投票で選ばれた。またメディアからもカンファレンスのセカンドチームに選ばれた。
2013年4月17日に、NBAドラフトへのアーリーエントリーを表明した。彼はNBAドラフトコンバインに招待される60人の1人に選ばれた。

### ニューヨーク・ニックス
1巡全体24位でニューヨーク・ニックスから指名された。7月8日にニックスから4年総額610万ドルで契約を結んだこと、ラスベガスで行われるNBAサマーリーグにエントリーしたことが発表された。サマーリーグの2戦目で負傷し、残り試合を欠場したが、故障は軽傷であった。10月9日、ロードアイランド州プロビデンスで行われたボストン・セルティックスとのプレシーズン初戦では16得点を記録し、その内第4Qに残り8秒からの決勝点を含む10得点を記録した。プレシーズンゲームで3ポイントシュートを44本中18本成功（成功率40.9%）を決めた。
10月30日のミルウォーキー・バックスとの開幕戦では15分出場し、5得点、2アシストを記録した。2試合目の10月31日のシカゴ・ブルズ戦では27分出場し、10得点、3リバウンドを記録した。12月1日のニューオーリンズ・ペリカンズ戦では自己ベストの21得点をあげた。ケニオン・マーティンが欠場した12月8日のセルティックス戦で初先発した。カーメロ・アンソニー、レイモンド・フェルトンが共に欠場した12月25日のオクラホマシティ・サンダー戦でも21得点を記録した。12月にはイースタン・カンファレンスの月間最優秀新人候補にノミネートされた。1月9日にレイ・アレンを相手に決めたダンクが注目を集めた。
1月29日、NBAオールスターウィークエンドに行われるライジング・スターズ・チャレンジへの出場選手に選ばれた。1月30日のクリーブランド・キャバリアーズ戦では自己ベストの29得点を記録した。1月にも月間最優秀新人候補にノミネートされた。2月14日のライジング・スターズ・チャレンジではディオン・ウェイターズとの1on1を何度も行い、7本の3ポイントシュートを成功するなど、36得点を記録した。2月も月間最優秀新人候補にノミネートされたが、ビクター・オラディポに敗れた。3月、4月にも最優秀新人のファイナリストとなっている。NBAルーキー・オブ・ザ・イヤー賞の投票では5位となった。NBAオールルーキーチームの投票でも5位となり、オールルーキーファーストチームに選ばれた。
2014年もサマーリーグに出場、全体2位の平均22.8得点を記録して、サマーリーグのセカンドチームに選ばれた。2014年7月18日、7月28日から31日までラスベガスで開催されるバスケットボール男子アメリカ合衆国代表のトレーニングキャンプの練習相手の1人に選ばれた。
開幕当初はイマン・シャンパートやスミスとローテーションで起用された。11月7日のブルックリン・ネッツ戦で先発に起用されたが、11月12日にクインシー・エイシーに先発の座を奪われた。12月10日のサンアントニオ・スパーズ戦でアンソニーに代わって先発出場し、チームトップの23得点を記録した。12月半ばにスミス、シャンパートが共に故障すると、再び先発出場の機会を得た。12月31日のロサンゼルス・クリッパーズ戦で脳震盪を起こし、1月2日のデトロイト・ピストンズ戦を欠場した。1月4日のミルウォーキー・バックス戦で復帰したが、チームはホームゲームでのワースト記録となる10連敗を喫した。1月24日のシャーロット・ホーネッツ戦で、シーズンハイの25得点、6リバウンド、5アシストを記録した。3月7日のインディアナ・ペイサーズ戦でけいれんを起こし、続く2試合を欠場した。3月12日のロサンゼルス・レイカーズで復帰し。、22得点を記録した。3月15日のフェニックス・サンズ戦では2分出場したところで手首を痛めてベンチに下がった。その後9試合に欠場し、4月3日のワシントン・ウィザーズ戦で復帰した。4月15日のデトロイト・ピストンズとのシーズン最終戦では25得点をあげた。

### アトランタ・ホークス

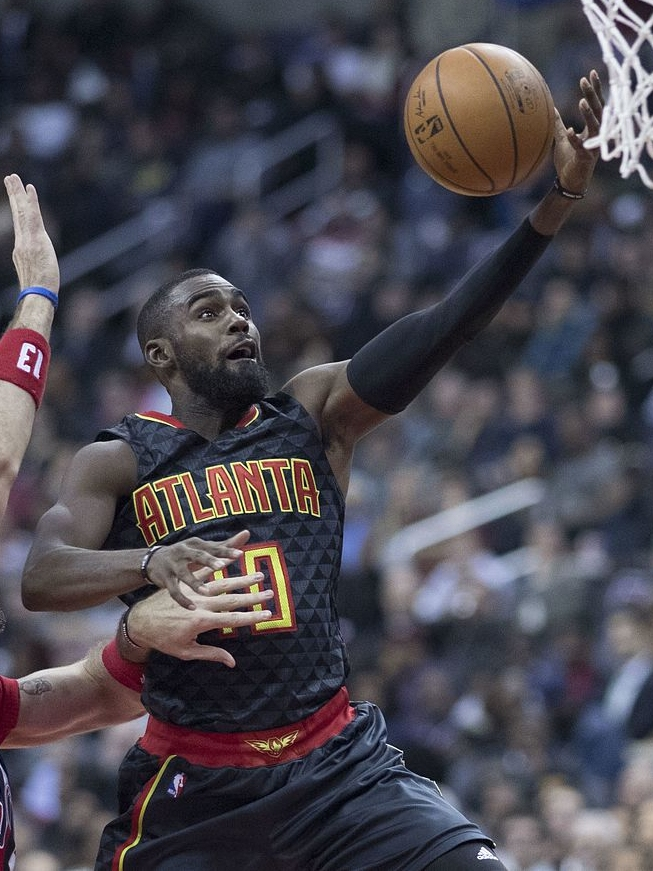
ホークス時代（2017年）

2015年のNBAドラフト開催日に全体19位で指名されたジェリアン・グラントとのトレードでアトランタ・ホークスに移籍。しかし、新天地では苦戦を強いられ、12月3日にウォルター・タバレスと共にDリーグのカントン・チャージに、更に28日にはオースティン・スパーズに送られた。

### ニューヨーク・ニックス
2017年7月6日、古巣のニューヨーク・ニックスと4年総額7100万ドルのオファーシートにサインした。同7月8日、ホークスがオファーシートにマッチしなかったためニックスへの復帰が決まった。12月5日、脚の故障により最低でも2週間の離脱が発表された。2018年1月12日、20試合の休養を経て復帰した。復帰戦ではベンチから約25分間の出場で16得点を記録し、試合は108-118でニックスがミネソタ・ティンバーウルブズに敗れた。2018年3月23日に行われたミネソタ・ティンバーウルヴズ戦でキャリア・ハイとなる39得点を記録したが、試合はウルブズに108-104で敗れた。

### ダラス・マーベリックス
2019年1月31日、クリスタプス・ポルジンギス絡みの大型トレードによりダラス・マーベリックスに移籍した。2021年4月30日のデトロイトとの対戦でキャリアハイを更新する42得点を記録した。
2023-24シーズン、1月16日のニューオーリンズ・ペリカンズとの対戦ではキャリアハイにあと1得点足りなかったものの、これまでのキャリアで2番目のハイスコアとなる41得点を記録した。このシーズン主にベンチスタートながらレギュラーシーズンでは1試合平均14.4得点を記録し、シックスマンの投票では9位に入った。プレーオフに入ると故障を抱えるなど調子が上がらず、ボストン・セルティックスとのファイナルでも、勝利が既に決定的となっていた第4戦の終盤で5本の3ポイントで15得点を記録したのみで、出場したファイナルでの4戦中、得点を記録したのはこの試合のみであった。

### デトロイト・ピストンズ
2023-24シーズン終了後、クエンティン・グライムズとのトレードでデトロイト・ピストンズへ移籍した。

## 個人成績

### NBA

#### レギュラーシーズン
| シーズン | チーム | GP  | GS  | MPG  | FG%  | 3P%  | FT%  | RPG | APG | SPG | BPG | PPG  |
| -------- | ------ | --- | --- | ---- | ---- | ---- | ---- | --- | --- | --- | --- | ---- |
| 2013–14  | NYK    | 81  | 1   | 23.1 | .428 | .363 | .828 | 1.5 | .8  | .5  | .1  | 10.2 |
| 2014–15  | NYK    | 70  | 30  | 24.0 | .389 | .342 | .801 | 2.2 | 1.8 | .3  | .2  | 11.5 |
| 2015–16  | ATL    | 51  | 1   | 16.9 | .430 | .338 | .893 | 1.7 | 1.0 | .4  | .1  | 6.4  |
| 2016–17  | ATL    | 79  | 30  | 27.3 | .455 | .357 | .766 | 2.8 | 2.3 | .7  | .2  | 14.5 |
| 2017–18  | NYK    | 57  | 54  | 33.1 | .421 | .317 | .816 | 3.9 | 2.7 | 1.1 | .2  | 17.5 |
| 2018–19  | NYK    | 46  | 46  | 32.6 | .388 | .347 | .854 | 3.5 | 2.7 | .9  | .1  | 19.1 |
| 2018–19  | DAL    | 19  | 17  | 29.4 | .404 | .321 | .767 | 3.2 | 1.9 | .6  | .1  | 15.5 |
| 2019–20  | DAL    | 71  | 58  | 29.5 | .434 | .398 | .819 | 3.3 | 1.9 | .6  | .1  | 15.8 |
| 2020–21  | DAL    | 70  | 31  | 28.4 | .447 | .391 | .816 | 3.3 | 1.8 | .4  | .2  | 16.6 |
| 2021–22  | DAL    | 42  | 20  | 29.5 | .394 | .336 | .757 | 3.7 | 2.2 | .9  | .1  | 14.2 |
| 2022–23  | DAL    | 71  | 45  | 30.3 | .401 | .385 | .770 | 3.5 | 1.8 | .7  | .2  | 14.4 |
| 2023–24  | DAL    | 79  | 12  | 26.8 | .402 | .353 | .852 | 3.2 | 1.8 | .5  | .1  | 14.4 |
| 2024–25  | DET    | 77  | 77  | 28.0 | .406 | .368 | .855 | 2.4 | 1.6 | .5  | .1  | 11.0 |
| 通算     | 通算   | 813 | 422 | 27.4 | .417 | .361 | .815 | 2.9 | 1.8 | .6  | .1  | 13.7 |

#### プレーオフ
| シーズン | チーム | GP | GS | MPG  | FG%  | 3P%  | FT%  | RPG | APG | SPG | BPG | PPG  |
| -------- | ------ | -- | -- | ---- | ---- | ---- | ---- | --- | --- | --- | --- | ---- |
| 2016     | ATL    | 9  | 0  | 9.7  | .269 | .143 | .667 | 1.0 | .8  | .0  | .1  | 2.2  |
| 2017     | ATL    | 6  | 6  | 33.3 | .329 | .262 | .632 | 2.7 | 1.2 | .5  | .0  | 12.8 |
| 2020     | DAL    | 6  | 6  | 34.0 | .421 | .352 | .727 | 3.5 | 1.8 | .3  | .0  | 17.8 |
| 2021     | DAL    | 7  | 7  | 37.4 | .416 | .404 | .750 | 3.3 | 1.4 | .4  | .0  | 17.0 |
| 2024     | DAL    | 14 | 0  | 12.7 | .379 | .351 | .500 | 1.8 | .4  | .4  | .1  | 4.4  |
| 2025     | DET    | 6  | 6  | 31.3 | .338 | .308 | .800 | 2.8 | 1.2 | .3  | .0  | 12.0 |
| 通算     | 通算   | 48 | 25 | 23.3 | .374 | .328 | .686 | 2.3 | 1.0 | .3  | .0  | 9.5  |

### カレッジ
| シーズン | チーム   | GP  | GS  | MPG  | FG%  | 3P%  | FT%  | RPG | APG | SPG | BPG | PPG  |
| -------- | -------- | --- | --- | ---- | ---- | ---- | ---- | --- | --- | --- | --- | ---- |
| 2010-11  | ミシガン | 35  | 35  | 30.7 | .420 | .367 | .765 | 3.8 | 1.7 | 1.0 | .1  | 13.9 |
| 2011-12  | ミシガン | 34  | 34  | 34.2 | .418 | .283 | .715 | 3.8 | 2.1 | .5  | .3  | 14.6 |
| 2012-13  | ミシガン | 38  | 38  | 34.8 | .437 | .374 | .694 | 4.7 | 2.4 | .7  | .4  | 14.5 |
| 通算     | 通算     | 107 | 107 | 33.3 | .425 | .343 | .724 | 4.1 | 2.1 | .7  | .3  | 14.3 |

## その他
父の現役時代の背番号は主に「10」で、マイアミ・ヒートの永久欠番にも認定されているが、ジュニアの方は､「父が新人時代に着けていた番号だったから」という理由で「5」を着けていたが、アトランタ・ホークス加入後は、背番号を「10」に変更している。